# Ommanney Bay
Die Ommanney Bay ist eine 3 km breite Bucht an der Nordküste von Coronation Island im Archipel der Südlichen Orkneyinseln. Sie liegt zwischen dem Prong Point und dem Foul Point. Die Bucht gehörte zur Antarctic Specially Protected Area Nr. 114, deren Schutzstatus jedoch am 5. August 2014 aufgehoben wurde.
Der britische Robbenfängerkapitän George Powell und sein US-amerikanisches Pendant Nathaniel Palmer entdeckten und kartierten sie gemeinsam im Dezember 1821. Wissenschaftler der britischen Discovery Investigations kartierten sie 1933 erneut und benannten sie nach dem Zoologen Francis Downes Ommanney (1903–1980), der von 1929 bis 1939 dem Komitee der Forschungsreihe angehörte.